# Koichi Tanaka
Koichi Tanaka (田中 耕一 Tanaka Kōichi, født 3. august 1959) er en japansk ingeniør. Han modtog nobelprisen i kemi i 2002 sammen med John Bennett Fenn for udvikling af massespektrometriske analyser af biologiske makromolekyle og Kurt Wüthrich for en nyskabende arbejde med NMR-spektroskopi.